# Іоанн IV (імператор Трапезунда)
Іоанн IV (грец. Ιωάννης Δ΄ Μέγας Κομνηνός; бл. 1403–1459) — імператор Трапезунда у 1429—1459 роках.

## Життєпис
Походив з династії Великих Комнінів. Старший син Олексія IV, трапезундського імператора, та Феодори Кантакизини. Народився близько 1403 року. У 1417 році він отримав від батька титул деспота.
У 1426 році Іоанн убив імператорського скарбника, звинувативши того в інтимному зв'язку зі своєю матір'ю. Потім він спробував вбити батьків, але це не вдалося, і Іоанн втік до Грузії. У Грузії Іоанн одружився з донькою місцевого царя, але не зміг знайти підтримки для захоплення Трапезунда. Тому рушив до Кафи. 1329 року тут найняв галеру і екіпаж, і вирушив у Трапезунд завойовувати трон. Після його висадки в Трапезунді імператор Олексій IV виступив йому назустріч, але вночі був убитий уві сні прихильниками Іоанна. Брат Іоанна — Олександр, офіційний спадкоємець трону, втік. У жовтні того ж року Іоанн коронувався імператором Трапезунда.
Був вимушений підтвердити усі договори з Генуєю. Також призначив протостратором (командувачем флоту) Доменіко д'Аллегро. Разом з тим стикнувся з нападом на свої землі з боку Шейха Джунейда із Ардебіля. Іоанн IV зазнав поразки й вимушений був заплатити викуп, щоб ворог відступив від Трапезунда.
Імператор зберігав гарні стосунки з Генуєю, яка відновила протистояння в Чорному морі з Венецією, а в Криму — з князівством Феодоро. В свою чергу Іоанн IV планував спиратися на генуезців у боротьбі зі знаттю — прихильниками його брата Олександра. Останнього підтримував візантійський імператор Іоанн VIII Палеолог та генуезець Доріно I Гаттілузі, правитель Лесбосу. 1431 року імператором було надано дозвіл на ремонт генуезького замку в Трапезунді. 1433 року відновлено листування з Папським престолом, коли папа римський Євгеній IV запропонував приєднатися до унії. 1437 року надано додаткові пільги генуезьким купцям. Того ж року спрямовано представників Трапезунду на Флорентійський собор.
Втім з початку 1440-х років почали нагромаджуватися конфлікти з генуезцями. Для протистояння останнім було укладено союз з Мануїлом, князем Феодоро. 1446 року відправив брата Давида проти генуезької Кафи. Остання вимушена була сплатити 1416 аспрів. Втім 1448 року вимушений був розпочати мирні перемовини з Генуєю. Вони тривали до 1453 року, коли Константинополь і генуезьку Перу захопили османськіи війська.
Становище трапезундського імператора покращилося стосовно італійських колоній. Втім посилилася загроза з боку Османської імперії. 1454 року султан Мехмед II Фатіх наказав сплатити данину та збільшив мито для трапезундських купців в Босфорі. Іоанн IV не підкорився. Тоді 1456 року султан наказав Хизир-бею, наміснику Амасії, атакувати Трапезунд з суходолу та моря. Перед цією загрозою імператор погодився сплатити щорічну данину у 2 тис. динарів. Відповідну угоду укладено 1458 року, але збільшено данину до 3 тис. Помер 1459 року. Трон отримав його брат Давид.

## Родина
Був одружений з донькою Олександра I, царя Грузії. Після її смерті 1438 року пошлюбив доньку хана Даулат-Берди або Хаджі I Ґерая. Мав дітей — Олексія (1455—1463) і Феодору, дружину Узун-Хасана, султана Ак-Коюанлу.